# Polen op het Eurovisiesongfestival 1995
Polen nam deel aan het Eurovisiesongfestival 1995 in Dublin, Ierland. Het was de 2de deelname van het land op het Eurovisiesongfestival. De selectie verliep via een interne selectie. TVP was verantwoordelijk voor de Poolse bijdrage voor de editie van 1995.

## Selectieprocedure
Om de kandidaat te kiezen voor Polen op het festival koos men ervoor om deze intern aan te duiden.
De keuze viel uiteindelijk op de zangeres Justyna Steczkowska met het lied Sama.

## In Dublin
Op het festival zelf in Ierland moest Polen aantreden als 1ste, net voor Frankrijk.
Op het einde van de puntentelling bleek dat Polen op een 18de plaats was geëindigd met een totaal van 15 punten.
België gaf geen punten aan deze inzending en Nederland nam niet deel in 1995.

### Gekregen punten

#### Finale
| 12 punten | 10 punten   | 8 punten      | 7 punten | 6 punten               |
| --------- | ----------- | ------------- | -------- | ---------------------- |
|           |             |               |          | - IJsland              |
| 5 punten  | 4 punten    | 3 punten      | 2 punten | 1 punt                 |
|           | - Noorwegen | - Griekenland |          | - Hongarije - Portugal |

### Punten gegeven door Polen

#### Finale
Punten gegeven in de finale:
| 12 punten | Noorwegen           |
| 10 punten | Zweden              |
| 8 punten  | Spanje              |
| 7 punten  | Frankrijk           |
| 6 punten  | Griekenland         |
| 5 punten  | Verenigd Koninkrijk |
| 4 punten  | Slovenië            |
| 3 punten  | Denemarken          |
| 2 punten  | Oostenrijk          |
| 1 punt    | Cyprus              |

1994 · 1995 · 1996 · 1997 · 1998 · 1999 · 2000 · 2001 · 2002 · 2003 · 2004 · 2005 · 2006 · 2007 · 2008 · 2009 · 2010 · 2011 · 2012-2013 · 2014 · 2015 · 2016 · 2017 · 2018 · 2019 · 2020 · 2021 · 2022 · 2023 · 2024 · 2025